# Aile du Nord

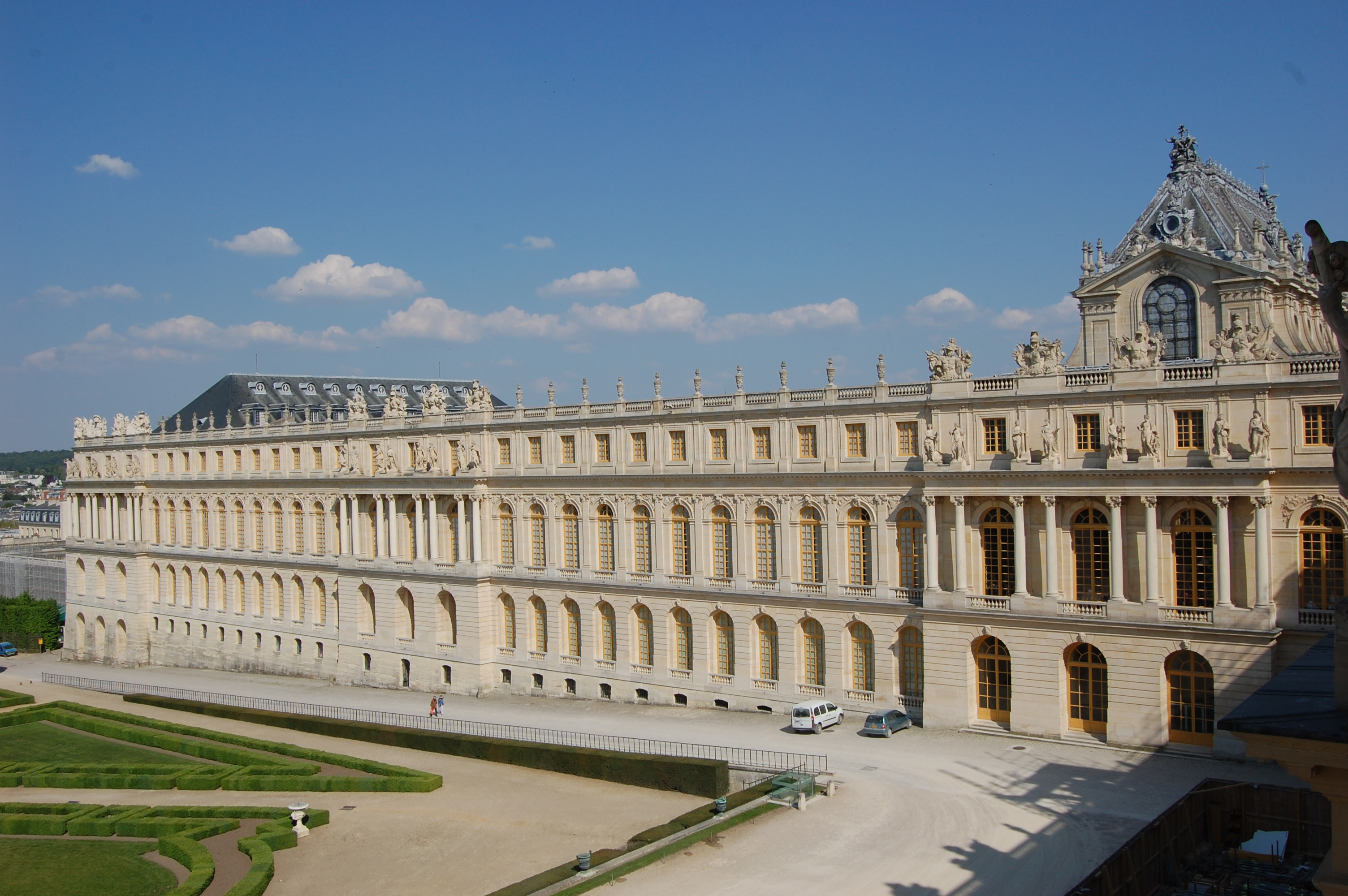
L' Aile du Nord vista dall'appartamento della marchesa di Pompadour.

L'aile du Nord (in italiano: "ala nord") è una parte della Reggia di Versailles, in Francia. Essa è realizzata in stile classico.

## Localizzazione
L’aile du Nord, detta talvolta anche "aile de Noble" (ala nobile) o "aile des Nobles" (ala dei nobili), è situata a nord del corpo centrale della reggia di Versailles.

## Storia
L’aile du Nord venne edificata da Jules Hardouin-Mansart tra il 1685 ed il 1689.
Essa comprende:
- La Cappella Reale di Versailles (inaugurata nel 1710)
- L'Opéra reale di Versailles (inaugurata nel 1770)
- La Salle Constantine (precedentemente salles d’Afrique)
- Le Salles des Croisades (Luigi Filippo inaugurò queste sale ricavandole dagli ormai distrutti appartamenti di alcuni cortigiani).
- La Galerie de Pierre haute Nord
- La Galerie de Pierre basse Nord
- Salle de la Smalah (che fece parte delle Salles d'Afrique).